# Tour della nazionale maschile di rugby a 15 della Francia 2004
Nel periodo tra le edizioni della Coppa del Mondo di rugby del 2003 e del 2007, la nazionale francese di Rugby Union si è recata varie volte in tour oltremare.
Nel 2004, priva di molti giocatori impegnati nelle finali del campionato nazionale, si è recata in Nord America, per un tour a due facce: vittoria sofferta contro gli USA, e agevoel vittoria con il Canada.

## Risultati
| Arbitro: | Giulio de Santis |

|                                     |      |                                                    |
| Hercus Mo’unga Naivalu Paga van Zyl | mt   | Barrau P. de Villiers T. Lièvremont Tabacco Valbon |
| Hercus (3)                          | tr   | Peclier (4)                                        |
|                                     | c.p. | Peclier (2)                                        |

| Arbitro: | Andy Turner |

|            |      |                                                     |
| Richmond   | mt   | Goutta Liebenberg T. Lièvremont Poitrenaud Rougerie |
| Barker     | tr   | Peclier (5)                                         |
| Barker (2) | c.p. | Peclier (3) Peyrelongue                             |